# Horismenus seminiger
Horismenus seminiger är en stekelart som beskrevs av De Santis 1983. Horismenus seminiger ingår i släktet Horismenus och familjen finglanssteklar. Inga underarter finns listade i Catalogue of Life.